# 弗朗西斯科-莫拉图
弗朗西斯科-莫拉图是巴西圣保罗州的一个市镇。总面积49.164平方公里，总人口157294人，人口密度3199.4人/平方公里。